# 青岛早报
青岛早报是中華人民共和國山東省青島市的一份都市生活类综合性報紙，由青岛日报报业集团主办，它是山东省首张全彩印早报。创刊，青岛早报前身是1988年12月15日创刊的公共关系导报，1994年底正式划归青岛日报社领导，並且於1996年1月1日更名為青岛生活导报，由青岛日报社主办，並在全中國发行。2002年4月28日青岛生活导报更名为青岛早报。